# Anton Rindenschwender

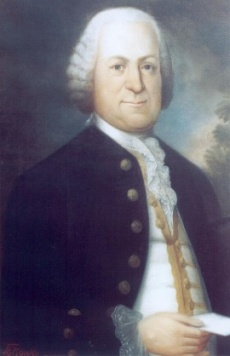
Anton Rindenschwender

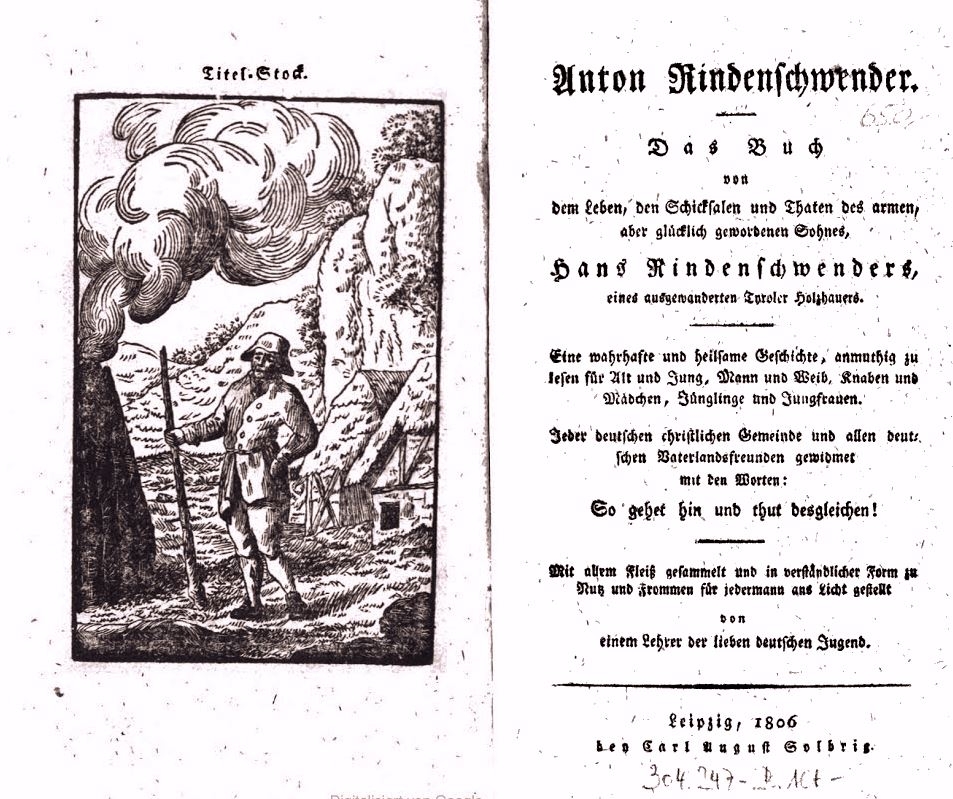
Buch über Anton Rindenschwender von 1806

Anton Rindenschwender (auch Rindeschwender, * 28. Januar 1725 in Gaggenau; † 4. Mai 1803 ebenda) war Unternehmer und Schultheiß. Er gründete die Gaggenauer Glashütte und gilt als Gründervater des Aufstiegs Gaggenaus vom Dorf zum Industriestandort.

## Leben
Anton Rindenschwender war der Sohn des aus Tirol nach Baden eingewanderten Waldarbeiters Hans Rindenschwender, der die Tochter eines Gaggenauer Waldarbeiters, Eva Vitter/Fütter geheiratet hatte. Ein Bruder, Joseph Rindenschwender, war Jäger in Herrenwies (Forbach).
Als er im Alter von 12 Jahren sein Elternhaus verließ, wurde er Knecht eines Ottenauer Fuhrmanns und soll in Loffenau auch bei der Ernte der neuen Grundbirne (Kartoffel) Frucht geholfen haben. Als Lohn erhielt er Kartoffeln, welche er zurück ins Murgtal gebracht hat und dort so verbreitet wurden.
Später arbeitete er als Holzhauer für den Weisenbacher Holzhändler Böhringer, bei dem er bald zum Vorarbeiter und schließlich zum Geschäftsführer aufstieg. Als der Rotterdamer Holzimporteur van Derwen den Oberrhein besuchte, machte er Rindenschwender gegen ein Jahresgehalt von 500 Gulden zu seinem Handlungsbevollmächtigten vor Ort (Faktor). In dieser Rolle vermittelte er Holzlieferungsverträge zwischen den Holzeigentümern, z. B. dem Fürstbistum Speyer oder der Markgrafschaft Baden-Baden, und den Holzabnehmern, und sorgte für die Vertragserfüllung.
Die Erträge aus dieser Tätigkeit investierte er in dem damals unbedeutenden Dorf Gaggenau in Immobilien, so dass er bald einer der wohlhabendsten Bürger des Ortes wurde. 1752 wurde er in Gaggenau Schultheiß, 1758 Oberschultheiß; ein Amt, das er mehr als vierzig Jahre lang bekleiden sollte. Ab 1760 war er Teilhaber der Glashütte Mittelberg bei Moosbronn. 1768 kaufte er für 14.000 Gulden einen Teil der Unternehmen von Franz Anton Dürr und wurde dadurch auch Mitglied der Murgschifferschaft. Als die Holzvorräte der Mittelberger Glashütte zu Ende gingen, erwirkte Rindenschwender 1772 ihre Verlegung nach Gaggenau, wo sie über die Murg mit dem Holz der Murgschifferschaft versorgt werden konnte. Rindenschwender baute die Glashütte dort modernisiert und vergrößert neu auf und betrieb sie in der Folge auch. Es entstand ein Glashüttenensemble mit insgesamt 54 Gebäuden und Einrichtungen, das bis ins 20. Jahrhundert das Bild Gaggenaus prägte. Dazu gehörten eine Schmiede, ein Sägewerk, eine Wirtschaft und Wohngebäude, ein Stauwehr und eine Brücke über die Murg, der Glasersteg. Es gab zwei Glasschmelzöfen, eine Streckhütte für die Herstellung von Fensterglas, eine Glasschleiferei und eine Pottasche-Siederei. Ab 1785 machte Rindenschwender die Alb floßbar und ermöglichte damit auch dem Kloster Frauenalb den Absatz seines Holzes.
Großes Ansehen unter den Zeitgenossen erwarb sich Rindenschwender mit der Urbarmachung eines felsigen Bergrückens oberhalb von Gaggenau 1782 und dem Ausbau zum Hofgut für seine Familie. Einen Besuch des Anwesens durch die badische Erbprinzessin Amalie von Hessen-Darmstadt nahm Rindenschwender zum Anlass, dem Hofgut den Namen Amalienberg zu geben. Auf dem Amalienberg verbrachten Amalie und ihr Ehemann Karl Ludwig von Baden in der Folge mehrere Sommer als Gäste Rindenschwenders. 1797 wurde er von Markgraf Karl Friedrich zum fürstlichen Ökonomierat ernannt.

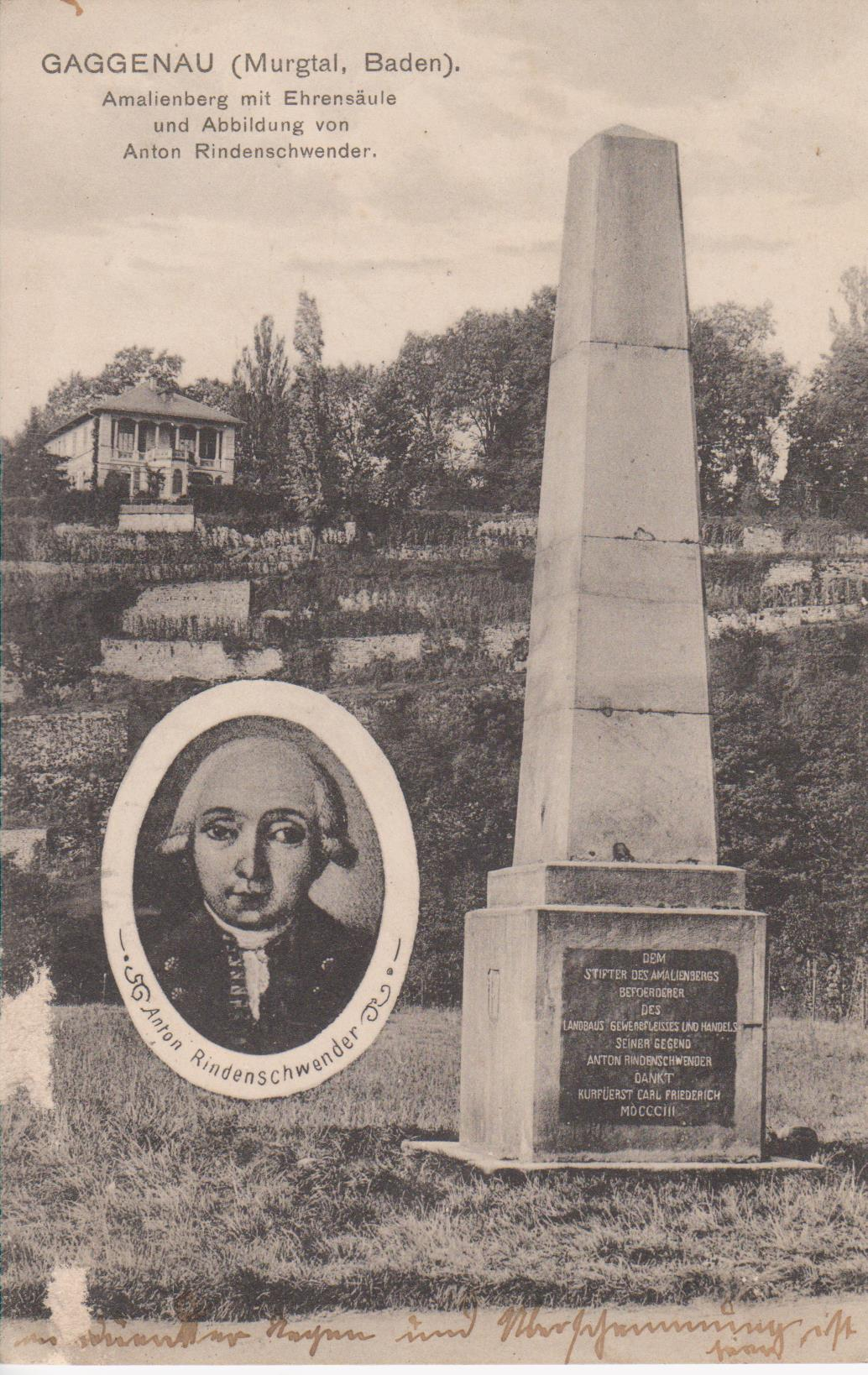
Denkmal von Anton Rindenschwender –
Dieses Denkmal steht heute vor dem Gaggenauer Rathaus und wurde 2017 restauriert

Rindenschwender war dreimal verheiratet und hatte aus seinen drei Ehen dreißig Kinder, nur neun davon überlebten ihren Vater. Er hinterließ ein Vermögen von 200.000 Gulden. Nach seinem Tod ließ Großherzog Karl Friedrich ihm ein Denkmal errichten. Der Obelisk aus Sandstein steht heute am Gaggenauer Marktplatz. Die Inschrift lautet: „Dem Stifter des Amalienbergs, Beförderer des Landbaus, Gewerbefleißes und Handels seiner Gegend.“